# Potosí
Potosí – miasto w Boliwii u podnóża Andów, stolica departamentu Potosí. Położone na wysokości 3967 m n.p.m. Zamieszkuje je 133,3 tys. osób (2001).
Miasto zostało założone w 1545 roku, w okresie „gorączki złota” związanej z odkryciem w pobliżu na zboczach Cerro de Potosí (w keczua: Sumaq Urqu) – zwanej później Cerro Rico (Bogata Góra) – wielkich pokładów srebra w 1544 roku. Kilkaset tysięcy europejskich amatorów szybkiego wzbogacenia się zjechało tu w parę lat. Założono wiele mennic. Do wydobycia kruszcu wykorzystywano niewolników spośród rodowitych mieszkańców. Tysiące z nich zmarło z powodu warunków pracy w tutejszych kopalniach i hutach. W połowie XVII wieku Potosí było najludniejszym miastem amerykańskim. W 1650 Potosí liczyło ok. 160 000 mieszkańców. Napływ rabunkowo wydobywanego w Potosi kruszcu zachwiał systemem ekonomicznym całej Europy. Ładunek znajdujący się we wraku statku Nuestra Señora de Atocha zatopionego w 1622 jest typowym przykładem takiego wydobycia. Na jego pokładzie znajdowało się 47 ton srebra oraz 150 tysięcy złotych monet i sztabek. Do dziś w języku hiszpańskim istnieje powiedzenie valer un potosí, czyli „być wartym fortuny”.
Miasto to jest wspomniane w powieści Rękopis znaleziony w Saragossie autorstwa Jana Potockiego.
W XVIII wieku wyczerpały się złoża srebra i miasto wyludniło się. Zyski czerpano jeszcze z pozyskiwania cyny. Mimo to miasto zaczęło podupadać ekonomicznie. 
Obecnie w mieście rozwinął się przemysł spożywczy oraz drzewny.
Miasto zostało wpisane w 1987 na listę światowego dziedzictwa UNESCO.

## Miasta partnerskie
- San Luis Potosí, Meksyk
- Lhasa, Chińska Republika Ludowa